# Reto Babst
Reto Babst (* 15. Dezember 1936 in Basel; † 30. März 1981 ebenda) war ein Schweizer Schauspieler und Theaterregisseur.

## Leben
Reto Babst erhielt seine künstlerische Ausbildung am Bühnenstudio Zürich. Von 1963 bis 1969 hatte er ein Engagement am Stadttheater Basel, wo er auch Regiearbeiten übernahm. Ab 1970 arbeitete Babst als freischaffender Regisseur und inszenierte unter anderem am Schauspielhaus Zürich, in Österreich am Theater für Vorarlberg und in Deutschland am Landestheater Tübingen, an den Städtischen Bühnen Freiburg, am Hessischen Staatstheater Wiesbaden und am Berliner Schillertheater.
In Basel stand Babst als Zenturione in Die Verschwörung des Fiesco zu Genua von Friedrich Schiller und als Herzog von Burgund in König Lear von William Shakespeare auf der Bühne. Als Regisseur inszenierte er eine Reihe von Schweizer Erstaufführungen, so Die Ermittlung von Peter Weiss, Das Gartenfest von Vaclav Havel, Eugène Ionescos Hunger und Durst, Die Glasmenagerie von Tennessee Williams oder Werner Wollenbergers Dialektfassung von Edward Bonds Stück Gerettet. Unter seiner Regie gelangte am Schauspielhaus Zürich das Stück Sennentuntschi von Hansjörg Schneider zur Uraufführung. 1975 zeichnete Babst für die Uraufführung von Renke Korns Die Reise des Engin Özkartal von Nevsehir nach Herne und zurück am Landestheater Tübingen als Regisseur verantwortlich.
Ende der 1970er-Jahre beendete Reto Babst seine Bühnenlaufbahn, drehte Werbefilme und unternahm lange Reisen. Er starb 44-jährig in seiner Geburtsstadt.

## Filmografie
- 1980: Mein Freund Winnetou
- 1980: Faulheit oder Der hinkende Alois

## Hörspiele
- 1964: Friedrich Glauser: Der Tee der drei alten Damen – Regie: Albert Werner – SRF
- 1964: Albert Locher: Die Amsel singt – Regie: NN – SRF
- 1980: Karl Otto Mühl: Geh aus mein Herz – Regie: Stephan Heilmann – SRF